# All-Ireland Senior Football Championship 1994
L'All-Ireland Senior Football Championship 1994 fu l'edizione numero 108 del principale torneo di calcio gaelico irlandese. Down batté in finale Dublino ottenendo la quinta vittoria della sua storia, l'ultima di un filotto di quattro trionfi consecutivi per le squadre dell'Ulster.

## Semifinali
| Dublino 14 agosto 1994 | Down | 1-13 – 0-11 | Cork | Croke Park (43787 spett.) |

| Dublino 21 agosto 1994 | Dublino | 3-15 – 1-09 | Leitrim | Croke Park (52606 spett.) |

### Finale
| Dublino 22 settembre 1994 | Down | 1-12 – 0-13 | Dublino | Croke Park (58684 spett.) |